# Eugène Frot
Pour les articles homonymes, voir Frot.
Eugène Frot, né le 2 octobre 1893 à Montargis (Loiret) et mort le 10 avril 1983 à Neuilly-sur-Seine (Hauts-de-Seine), est un homme politique français.

## Biographie

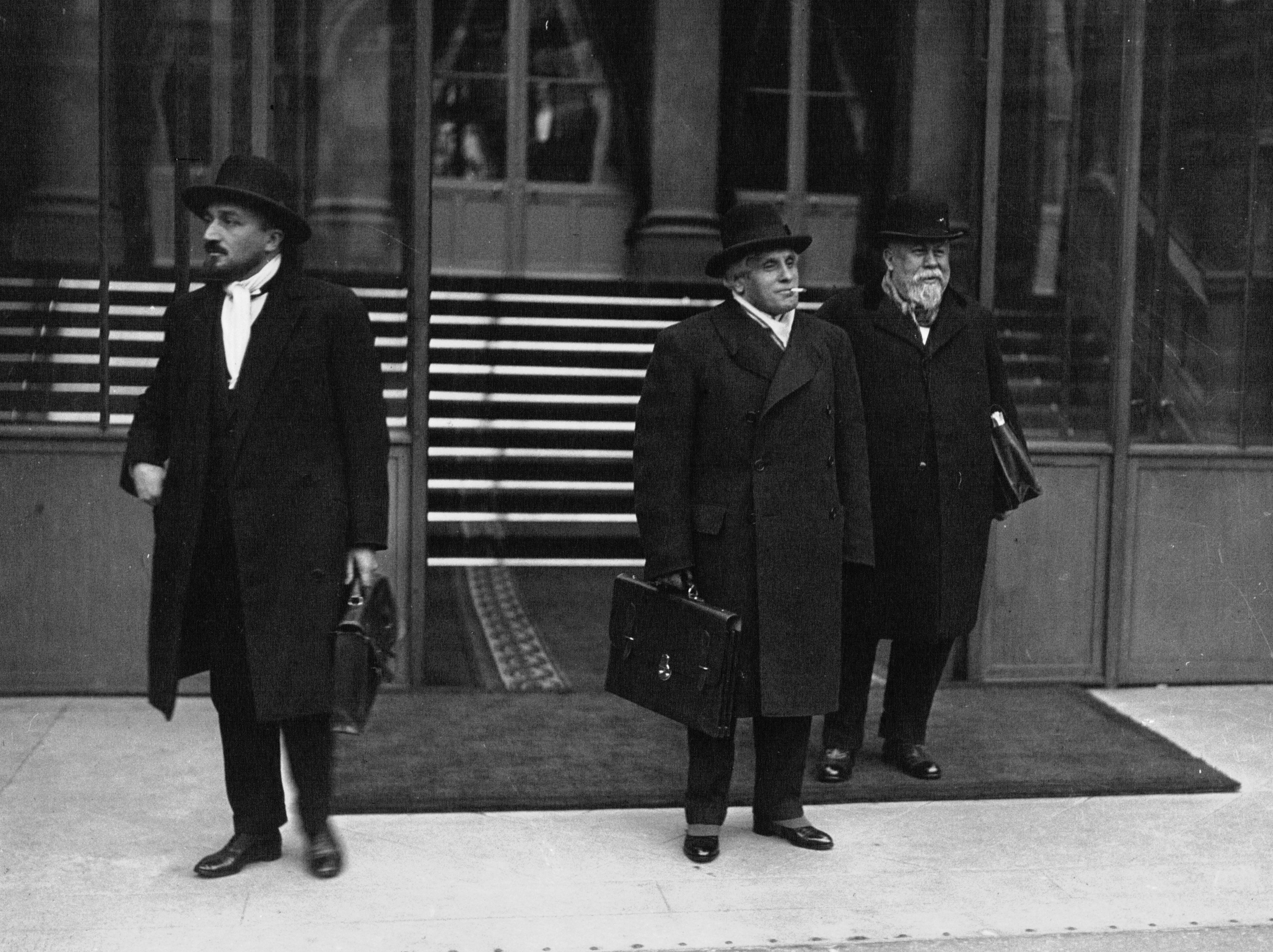
Eugène Frot, Joseph Paul-Boncour et Henry Chéron, en 1933 à la sortie de la Chambre des députés.

Il se présente pour la première fois aux élections législatives de 1919 à l'âge de 26 ans en tête d'une liste de "concentration et rénovation républicaine". Il n'obtient que 8 645 voix sur 78 215 votants. Aucun des candidats de sa liste n'est élu.
En 1924, il est candidat sur la liste de rassemblement de la gauche qui remporte les 5 sièges du Loiret. Il rassemble alors 46 916 voix sur son nom pour 86 368 votants. Il s'oppose alors fortement à la politique du Bloc national mais également aux révolutionnaires communistes. À la chambre, il siège au sein du groupe socialiste.
En 1928, les élections ont lieu au scrutin d'arrondissement. Il se présente à Montargis où il réside et est réélu dès le 1er tour comme candidat de l'Union des gauches radicales et socialistes. Son mandat est renouvelé dans les mêmes conditions en 1932. Il quitte la SFIO peu après les élections (octobre 1932) et s'inscrit dès lors dans la mouvance républicaine-socialiste proche des radicaux.
Il entame alors une brillante carrière ministérielle : 
- Sous-secrétaire d'État à la présidence du Conseil du 18 décembre 1932 au 31 janvier 1933 dans le gouvernement Joseph Paul-Boncour;
- Ministre de la Marine Marchande du 31 janvier au 26 octobre 1933 dans le gouvernement Édouard Daladier (1);
- Ministre du Travail et de la Prévoyance Sociale du 16 octobre au 26 novembre 1933 dans le gouvernement Albert Sarraut (1);
- Ministre de la Marine Marchande du 26 novembre 1933 au 9 janvier 1934 dans le gouvernement Camille Chautemps (2);
- Ministre du Travail et de la Prévoyance Sociale du 9 au 30 janvier 1934 dans le gouvernement Camille Chautemps (2);
- Ministre de l'Intérieur du 30 janvier au 7 février 1934 dans le gouvernement Édouard Daladier (2).

Dans ce dernier poste, il aura à gérer les violences de la manifestation du 6 février 1934. Il est accusé d'avoir donné l'ordre aux policiers de tirer et même d'avoir organisé des provocations. La droite et l'extrême droite l'accusent après coup d'avoir été un « ministre de l'Intérieur aux mains sanglantes ». Il s'en défend mais voit sa carrière ministérielle brisée alors qu'on lui avait fait miroiter la présidence du Conseil.
Réélu une dernière fois aux législatives de 1936, il siège avec l'Union socialiste républicaine, issue de la scission néo-socialiste de 1933. Cet antifasciste qui fut l'un des orateurs du rassemblement du Front populaire du 14 juillet 1935 à Montrouge adhère par pacifisme au Comité France-Allemagne en 1937, ce qui lui vaut un article amer de Bernard Lecache dans le périodique de la LICA, intitulé « Adieux à ce qui fut Eugène Frot ».
Le 10 juillet 1940, il fait partie des 549 parlementaires à voter les pleins pouvoirs au maréchal Pétain. Sous l'occupation, il appartient à une amicale lavaliste regroupant socialistes indépendants et militants SFIO. Il adhère un temps au Rassemblement national populaire. Membre du Conseil national de Vichy, il en est écarté en novembre 1941. Il élabore un projet de constitution conciliant pétainisme, tradition républicaine et réforme sociale.
En 1974, un procès en diffamation l'oppose à Jacques Duclos ancien dirigeant du Parti communiste français, ancien candidat de ce parti aux élections présidentielles de 1969, alors sénateur. Dans ses mémoires, Duclos avait laissé entendre que Frot (et Édouard Daladier, mort en 1970) avaient donné l'ordre de tirer sur la foule au soir du 6 février. Jacques Duclos se défendit en expliquant qu'il n'avait fait que refléter son état d'esprit quand il avait eu connaissance de la fusillade, et qu'il pensait à ce moment-là - mais à tort - que cet ordre avait bien été donné par les intéressés. Il ajouta qu'il ne savait pas que Frot était encore vivant. Duclos fut condamné, et mourut en 1975, soit huit ans avant Frot mort le même jour que sa deuxième épouse Marguerite Legon, le 10 avril 1983.

## Vie privée

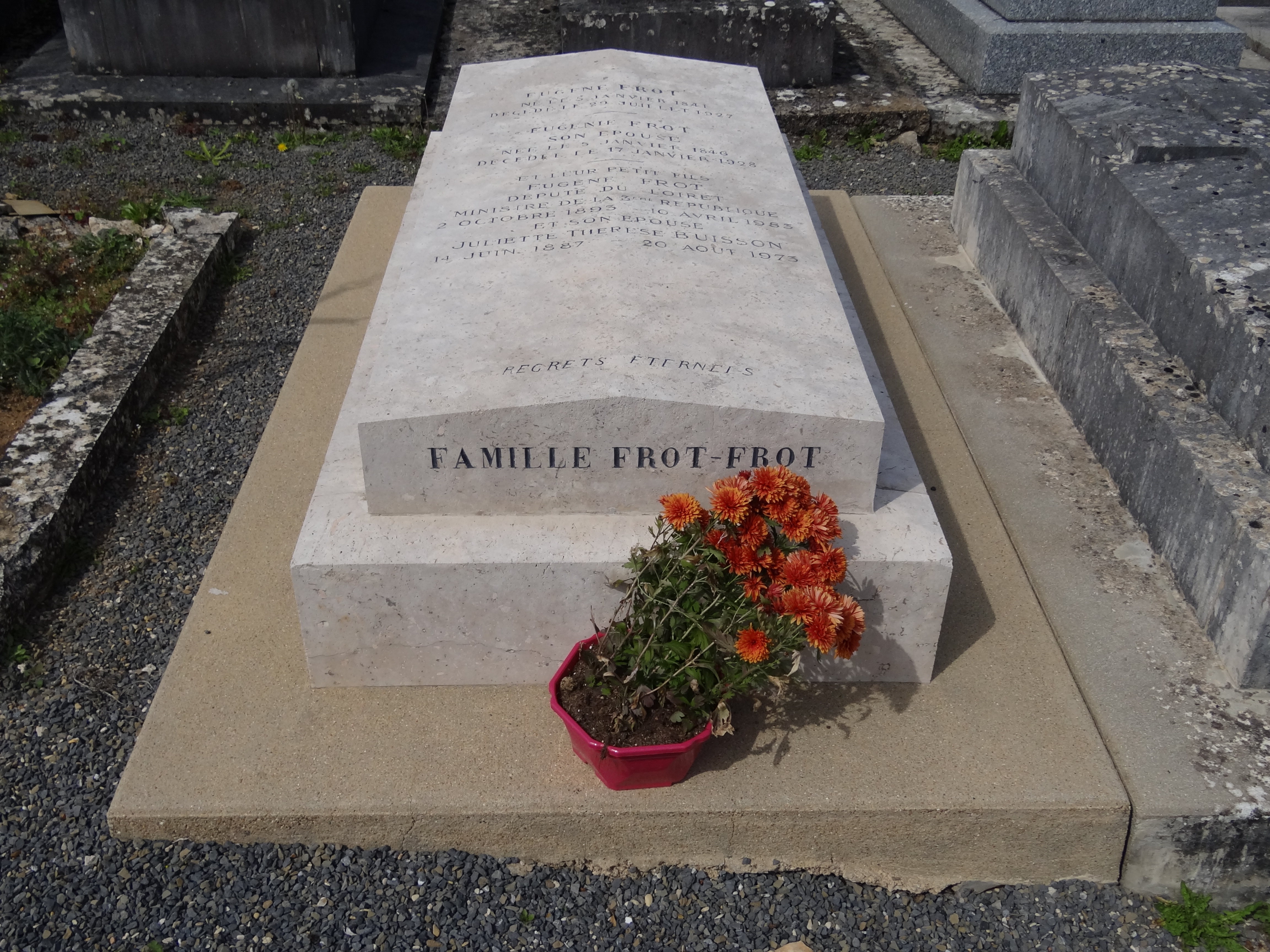
La tombe d'Eugène Frot au cimetière de Château-Landon (Seine-et-Marne).

Le 28 avril 1916 à Saint-Marcellin, Eugène Frot se marie avec Juliette Thèrèse Bouisson. Le 11 octobre 1978 à Neuilly-sur-Seine, il épouse, en secondes noces, Thérèse Aurélie Marie Legon.

## Décorations
- Commandeur de l'ordre du Mérite maritime, de plein droit en tant que ministre de la Marine marchande[6].
- Commandeur de l'ordre du Mérite social, de plein droit en tant que ministre du Travail et de la Prévoyance sociale[7].
- Commandeur de l'ordre du Mérite civil, de plein droit en tant que ministre de l'Intérieur[8].